# Вівіана Чавес
Вівіана Мікаела Чавес (ісп. Viviana Micaela Chávez; 28 травня 1987) — аргентинська легкоатлетка, що спеціалізується з марафонського бігу, олімпійка.

## Виступи на Олімпіадах
| Олімпіада           | Дисципліна       | Місце |
| ------------------- | ---------------- | ----- |
| Ріо-де-Жанейро 2016 | марафонський біг | 125   |